# 2016-os Firestone 600
A 2016-os Firestone 600 lett volna a 2016-os IndyCar Series szezon kilencedik futama. A versenyt eredetileg június 11-én rendezték meg a Texasi Fort Worthban. Azonban a versenyt a 71. körben a heves esőzés miatt megszakították. A futamot másnapra tolták, de az eső miatt szintén nem tudták megrendezni, ezért augusztus 27–én a 72. körtől kezdve folytatták a futamot. A versenyt az ABC közvetítette.

## Nevezési lista
| Csapat                         | Első versenyző | Első versenyző     | Második versenyző | Második versenyző | Harmadik versenyző | Harmadik versenyző | Negyedik versenyző | Negyedik versenyző |
| ------------------------------ | -------------- | ------------------ | ----------------- | ----------------- | ------------------ | ------------------ | ------------------ | ------------------ |
| Team Penske                    | 2              | Juan Pablo Montoya | 3                 | Hélio Castroneves | 12                 | Will Power         | 22                 | Simon Pagenaud     |
| Schmidt Peterson Motorsports   | 5              | James Hinchcliffe  | 7                 | Mihail Aljosin    |                    |                    |                    |                    |
| Chip Ganassi Racing Teams      | 8              | Max Chilton        | 9                 | Scott Dixon       | 10                 | Tony Kanaan        | 83                 | Charlie Kimball    |
| KVSH Racing                    | 11             | Sébastien Bourdais |                   |                   |                    |                    |                    |                    |
| A.J. Foyt Enterprises          | 14             | Szató Takuma       | 41                | Jack Hawksworth   |                    |                    |                    |                    |
| Rahal Letterman Lanigen Racing | 15             | Graham Rahal       |                   |                   |                    |                    |                    |                    |
| Dale Coyne Racing              | 18             | Conor Daly         | 19                | Gabby Chaves      |                    |                    |                    |                    |
| Ed Carpenter Racing            | 20             | Ed Carpenter       | 21                | Josef Newgarden   |                    |                    |                    |                    |
| Andretti Autosport             | 26             | Carlos Muñoz       | 27                | Marco Andretti    | 28                 | Ryan Hunter-Reay   |                    |                    |
| Andretti Herta Autosport       | 98             | Alexander Rossi    |                   |                   |                    |                    |                    |                    |

## Időmérő
Az időmérőt június 10-én, este tartották. A pole-pozíciót Carlos Muñoz szerezte meg Scott Dixon és Hélio Castroneves előtt.
| 1.                    | 26 | Carlos Muñoz       | Andretti Autosport             | 217,137         |
| 2.                    | 9  | Scott Dixon        | Chip Ganassi Racing            | 216,901         |
| 3.                    | 3  | Hélio Castroneves  | Team Penske                    | 216,740         |
| 4.                    | 14 | Szató Takuma       | A.J. Foyt Enterprises          | 216,740         |
| 5.                    | 21 | Josef Newgarden    | Ed Carpenter Racing            | 216,684         |
| 6.                    | 22 | Simon Pagenaud     | Team Penske                    | 216,663         |
| 7.                    | 12 | Will Power         | Team Penske                    | 216,647         |
| 8.                    | 10 | Tony Kanaan        | Chip Ganassi Racing            | 216,295         |
| 9.                    | 98 | Alexander Rossi    | Andretti Herta Autosport       | 216,262         |
| 10.                   | 5  | James Hinchcliffe  | Schmidt Peterson Motorsports   | 216,262         |
| 11.                   | 28 | Ryan Hunter-Reay   | Andretti Autosport             | 216,260         |
| 12.                   | 27 | Marco Andretti     | Andretti Autosport             | 216,162         |
| 13.                   | 15 | Graham Rahal       | Rahal Letterman Lanigan Racing | 215,927         |
| 14.                   | 20 | Ed Carpenter       | Ed Carpenter Racing            | 215,751         |
| 15.                   | 83 | Charlie Kimball    | Chip Ganassi Racing            | 215,533         |
| 16.                   | 7  | Mihail Aljosin     | Schmidt Peterson Motorsports   | 215,299         |
| 17.                   | 2  | Juan Pablo Montoya | Team Penske                    | 215,279         |
| 18.                   | 11 | Sébastien Bourdais | KVSH Racing                    | 215,030         |
| 19.                   | 8  | Max Chilton        | Chip Ganassi Racing            | 214,864         |
| 20.                   | 41 | Jack Hawksworth    | A.J. Foyt Enterprises          | 214,568         |
| 21.                   | 18 | Conor Daly         | Dale Coyne Racing              | 213,826         |
| 22.                   | 19 | Gabby Chaves       | Dale Coyne Racing              | Sebesség nélkül |
| HIVATALOS VÉGEREDMÉNY |    |                    |                                |                 |

## Rajtfelállás
| Rajtsor | Belső ív | Belső ív           | Külső ív | Külső ív           |
| ------- | -------- | ------------------ | -------- | ------------------ |
| 1.      | 26       | Carlos Muñoz       | 9        | Scott Dixon        |
| 2.      | 3        | Hélio Castroneves  | 14       | Szató Takuma       |
| 3.      | 21       | Josef Newgarden    | 22       | Simon Pagenaud     |
| 4.      | 12       | Will Power         | 10       | Tony Kanaan        |
| 5.      | 98       | Alexander Rossi    | 5        | James Hinchcliffe  |
| 6.      | 28       | Ryan Hunter-Reay   | 27       | Marco Andretti     |
| 7.      | 15       | Graham Rahal       | 20       | Ed Carpenter       |
| 8.      | 83       | Charlie Kimball    | 7        | Mihail Aljosin     |
| 9.      | 2        | Juan Pablo Montoya | 11       | Sébastien Bourdais |
| 10.     | 8        | Max Chilton        | 41       | Jack Hawksworth    |
| 11.     | 18       | Conor Daly         | 19       | Gabby Chaves       |

## Verseny
A versenyt május 14-én, délután tartották. A rajt előtt két órával heves esőzés látogatta meg a pályát. Az eső nem tartott sokáig, de a pályát hatalmas vízátfolyások lepték el, ami miatt a szervezők másnapra voltak kényszerűek tolni a verseny rajtját. Az új időpontban már semmi sem akadályozta meg, hogy elinduljon a verseny. Már a korai szakaszban elkezdődött a taktikai verseny, ám a 42. körben egy hatalmas baleset miatt kellett pályára küldeni a Pace Cart. Az utolsó kanyarban Conor Daly vesztette el a tapadást és kellett ellenkormányoznia, de éppen a mellette haladó Josef Newgardent találta el és mindketten a betonfalba csúsztak. Newgarden autója az oldalára fordult, majd még egyszer falnak ütközött, ezután a pályán átcsúszva állt meg az autó. Mindketten kiszálltak az autóból, de Newgardent kórházba szállították, ahol kiderült, hogy kulcscsonttörést szenvedett, illetve kisebb töréseket találtak a jobb kezén. Ezalatt a mezőny nagy részének a boxba kellett hajtania, így James Hinchcliffe állt az élre. A pályára került törmelékek és faljavítási munkálatok miatt hosszúra nyúlt a sárga zászlós szakasz, majd a 71. körben az eső is megérkezett, ami miatt piros zászlóval kellett megszakítani a versenyt, a verseny folytatási időpontját pedig augusztus 27-ére állapították meg.

### Új rajtfelállás
| Sorrend | Rajtszám | Versenyző          | Körhátrány      |
| ------- | -------- | ------------------ | --------------- |
| 1.      | 5        | James Hinchcliffe  | –               |
| 2.      | 14       | Szató Takuma       | +1 kör          |
| 3.      | 28       | Ryan Hunter-Reay   | –               |
| 4.      | 7        | Mihail Aljosin     | –               |
| 5.      | 12       | Will Power         | –               |
| 6.      | 20       | Ed Carpenter       | –               |
| 7.      | 19       | Gabby Chaves       | –               |
| 8.      | 3        | Hélio Castroneves  | –               |
| 9.      | 27       | Marco Andretti     | +1 kör          |
| 10.     | 83       | Charlie Kimball    | –               |
| 11.     | 26       | Carlos Muñoz       | –               |
| 12.     | 2        | Juan Pablo Montoya | –               |
| 13.     | 11       | Sébastien Bourdais | –               |
| 14.     | 15       | Graham Rahal       | –               |
| 15.     | 98       | Alexander Rossi    | –               |
| 16.     | 8        | Max Chilton        | +1 kör          |
| 17.     | 9        | Scott Dixon        | –               |
| 18.     | 22       | Simon Pagenaud     | –               |
| 19.     | 10       | Tony Kanaan        | –               |
| 20.     | 41       | Jack Hawksworth    | +2 kör          |
| 21.     | 18       | Conor Daly         | Nem indulhatott |
| 22.     | 21       | Josef Newgarden    | Nem indulhatott |

### Verseny
A versenyt augusztus 27-én, éjszaka rendezték. A verseny a 74. körben indult újra, majd a 77.-ben Hunter-Reay át is vette a vezetést, Power pedig a második helyre jött föl. A következő körben Hinchliffe visszavette a helyét, majd támadni kezdte Hunter-Reay-t, és közel négy körön keresztül haladtak centikre egymás mellett. A 102. körben Hunter-Reay indította a kiállásokat, ám az üldözői csak tíz körrel, Hinchcliffe pedig húsz körrel később állt csak ki. Ennek ellenére az amerikai megtartotta vezető helyét, de nem sokkal később többen is megelőzték és visszacsúszott a középmezőnybe. A második kiállások után Power járt Hunter-Reay-hez hasonlóan, eközben pedig a negyedik helyen haladó Aljosint is lekörözték már. Az első sárgára a 212. körig kellett várni, amikor is Dixon küzdött Carpenterrel, de a két autó összeért, Dixon pedig kicsúszott és a falnak ütközött, majd a pályára visszacsúszó autónak még Castroneves is neki ment, de nem történt nagy sérülés. A sárga zászló jól összeszedte a mezőnyt, ahol sok versenyző azért küzdött, hogy visszavegye a körhátrányát, de közben persze pozíciókért csatáztak. Aljosin járt a legjobban, mert miután 25 körrel a vége előtt visszavette a körét, újra pályára kellett küldeni a Pace Cart. Ezúttal Castroneves és Carpenter csatázott túl kemények, melynek következtében az amerika ütközött a falnak és kellett kiszállnia a versenyből. Castroneves olcsóbban megúszta de így is ki kellett hajtani a boxba új szárnyért, de ezalatt nem került körhátrányba. 16 körrel a leintés előtt még Hinchcliffe, Kanaan, Rahal, Aljosin és Castroneves haladtak körhátrány nélkül, de hamarosan Pagenaud is csatlakozott hozzájuk. A francia ezt pont jó ütemben tette, hiszen a következő körben Aljosin és a két körrel mögötte haladó Hawksworth akadtak össze és mindketten kiestek. A restart előtt Kanaan és Pagenaud friss gumikat tetettek föl, így hamar megelőzték Castronevest és szálltak be a győzelemért vívott harcaba. A csata keményel alakult, volt amikor a négy autó egymás mellett kanyarodott, de ekkor Pagenaud lemaradozott, Kanaan pedig Hinchcliffe-t támadta. Az utolsó körbe Rahal külső íven megelőzte Kanaant, majd a célegyenesben belső íven ment el Hinchcliffe mellett, mindössze 8 ezred másodperccel megelőzve a kanadait.
| Helyezés              | #  | Versenyző          | Csapat                         | Futott kör (Kiesés oka) | Rajthely | Élen töltött körök száma | Pont |
| --------------------- | -- | ------------------ | ------------------------------ | ----------------------- | -------- | ------------------------ | ---- |
| 1.                    | 15 | Graham Rahal       | Rahal Letterman Lanigan Racing | 248 (2:29:24,8886)      | 13       | 1                        | 51   |
| 2.                    | 5  | James Hinchcliffe  | Schmidt Peterson Motorsports   | 248                     | 10       | 188                      | 43   |
| 3.                    | 10 | Tony Kanaan        | Chip Ganassi Racing            | 248                     | 8        | 1                        | 36   |
| 4.                    | 22 | Simon Pagenaud     | Team Penske                    | 248                     | 6        | –                        | 32   |
| 5.                    | 3  | Hélio Castroneves  | Team Penske                    | 248                     | 3        | 7                        | 31   |
| 6.                    | 83 | Charlie Kimball    | Chip Ganassi Racing            | 247                     | 15       | –                        | 28   |
| 7.                    | 26 | Carlos Muñoz       | Andretti Autosport             | 247                     | 1        | 37                       | 28   |
| 8.                    | 12 | Will Power         | Team Penske                    | 247                     | 7        | –                        | 24   |
| 9.                    | 2  | Juan Pablo Montoya | Team Penske                    | 246                     | 17       | –                        | 22   |
| 10.                   | 11 | Sébastien Bourdais | KVSH Racing                    | 246                     | 18       | –                        | 20   |
| 11.                   | 98 | Alexander Rossi    | Andretti Herta Autosport       | 246                     | 9        | –                        | 19   |
| 12.                   | 27 | Marco Andretti     | Andretti Autosport             | 245                     | 12       | –                        | 18   |
| 13.                   | 28 | Ryan Hunter-Reay   | Andretti Autosport             | 245                     | 11       | 11                       | 18   |
| 14.                   | 19 | Gabby Chaves       | Dale Coyne Racing              | 245                     | 22       | –                        | 16   |
| 15.                   | 8  | Max Chilton        | Chip Ganassi Racing            | 243                     | 19       | –                        | 15   |
| 16.                   | 7  | Mihail Aljosin     | Schmidt Peterson Motorsports   | 231                     | 16       | –                        | 14   |
| 17.                   | 41 | Jack Hawksworth    | A.J. Foyt Enterprises          | 227                     | 20       | –                        | 13   |
| 18.                   | 20 | Ed Carpenter       | Ed Carpetnter Racing           | 223                     | 14       | 1                        | 13   |
| 19.                   | 9  | Scott Dixon        | Chip Ganassi Racing            | 211                     | 2        | –                        | 11   |
| 20.                   | 14 | Szató Takuma       | A.J. Foyt Enterprises          | 160                     | 4        | –                        | 10   |
| 21.                   | 18 | Conor Daly         | Dale Coyne Racing              | 42                      | 21       | –                        | 9    |
| 22.                   | 21 | Josef Newgarden    | Ed Carpenter Racing            | 41                      | 5        | 2                        | 9    |
| HIVATALOS VÉGEREDMÉNY |    |                    |                                |                         |          |                          |      |

Érdekesség:
- Az IndyCar történetének ötödik legkisebb különbségű befutója (+0,0080)

## Statisztikák
Az élen töltött körök száma
- James Hinchcliffe: 188 kör (41–74), (85–120), (127–220), (222–225), (227–235), (237–247)
- Carlos Muñoz: 37 kör (1–37)
- Ryan Hunter-Reay: 11 kör (40), (75–84)
- Hélio Castroneves: 7 kör (121–126), (226)
- Josef Newgarden: 2 kör (38–39)
- Tony Kanaan: 1 kör (236)
- Graham Rahal: 1 kör (248)
- Ed Carpenter: 1 kör (221)

## A bajnokság élmezőnyének állása a verseny után
| Pozíció | Versenyző         | Pont |
| ------- | ----------------- | ---- |
| 1       | Simon Pagenaud    | 529  |
| 2       | Will Power        | 501  |
| 3       | Tony Kanaan       | 416  |
| 4       | Hélio Castroneves | 415  |
| 5       | Josef Newgarden   | 406  |